# Seto

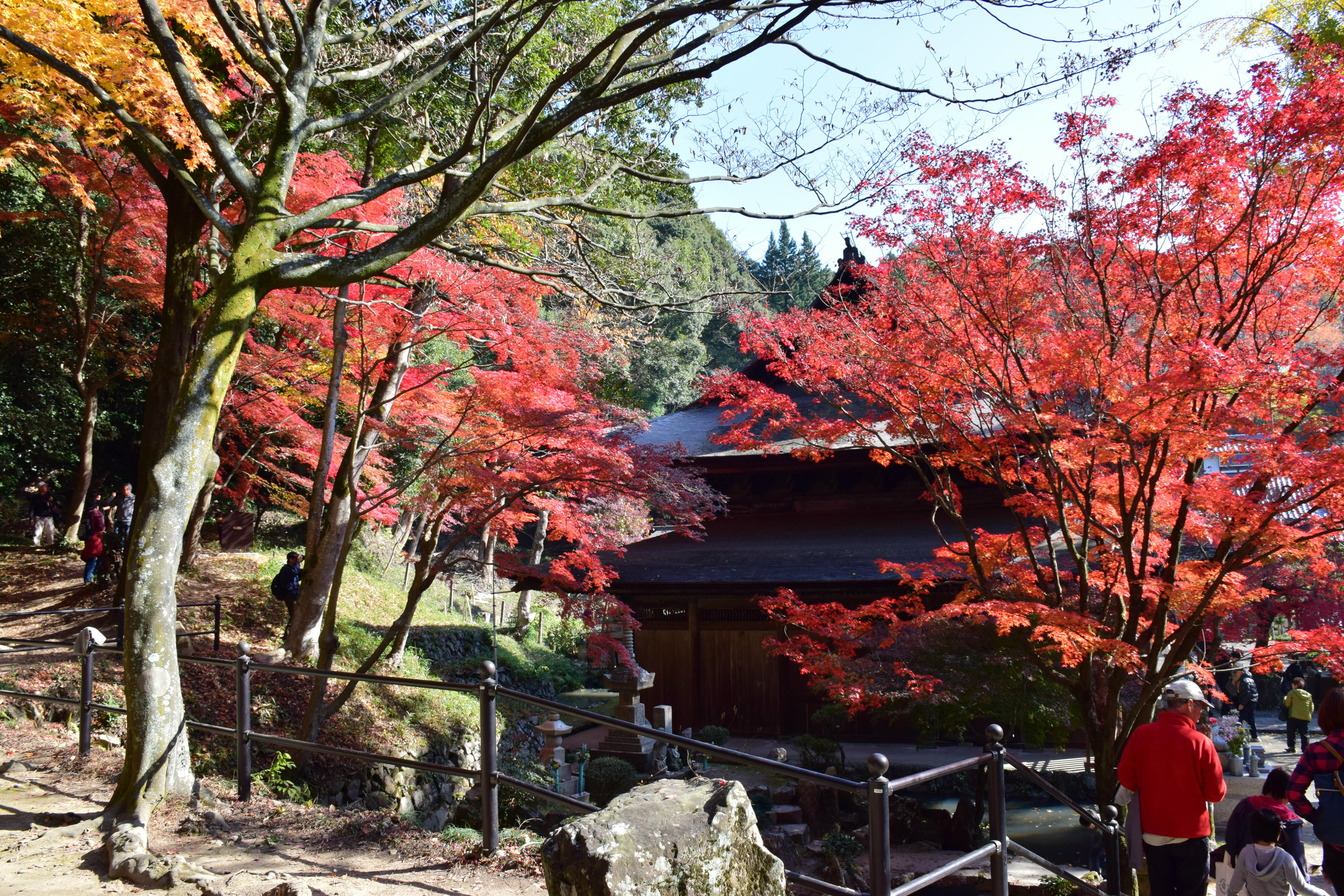
Jōkō-ji.

Pour les articles homonymes, voir Seto (homonymie).
Pour l’article ayant un titre homophone, voir Céto.
Seto (瀬戸市, Seto-shi) est une ville située dans la préfecture d'Aichi, sur l'île de Honshū, au Japon.

## Toponymie
Le toponyme « Seto » (瀬戸) signifie « endroit où la rivière coule rapidement », cependant, bien qu'il y ait un cours d'eau à Seto, celle-ci ne coule que lentement.

## Géographie

### Démographie
En 2010, la population de la ville de Seto était de 132 861 habitants répartis sur une superficie de 111,62 km2.

## Histoire
La ville moderne de Seto a été fondée le 1er octobre 1929.

## Culture locale et patrimoine
Seto est connue pour ses céramiques ; l'un des mots japonais pour « céramique » se dit « objet de Seto » (瀬戸物, setomono). Le Setomono matsuri rend hommage à la production céramique de la ville,.

## Transports
La ville est desservie par la ligne Seto de la compagnie Meitetsu et la ligne Aichi Loop de la compagnie Aichi Loop Railway.

## Jumelage
Seto est jumelée avec :
- Limoges (France) depuis 2003[3] ;
- Nabeul (Tunisie) depuis 2004 ;
- Jingdezhen (Chine).

## Personnalités liées
- Sota Fujii (né en 2002), joueur professionnel de shōgi
- Junji Suzuki (né en 1958), membre du conseil municipal, parlementaire, ministre